# جغد درختی مرمری
جغد درختی مرمری (نام علمی: Strix ocellata) گونه‌ای از جغدهای بزرگ است که در هند یافت می‌شود. آنها در باغ‌ها و جنگل‌های برگ‌ریز نازک در مجاورت جنگل‌های خشک خاردار یا زمین‌های کشاورزی یافت می‌شوند. آنها به راحتی با صداهای وهم آلود مشخص در سحرگاه و غروب شناسایی می‌شوند. ندای مشخصه دونوازی ماده و نر است در حالی که نت‌های دیگر شامل صدای کم صدا و جیغ است. اندازه بزرگ آنها، عدم وجود دسته‌پرهای "گوش" و نوار متحدالمرکز روی صورت، تشخیص آنها را آسان می‌کند.